# Кашина Череза (Бреша)
Кашина Череза је насеље у Италији у округу Бреша, региону Ломбардија.
Према процени из 2011. у насељу је живело 34 становника. Насеље се налази на надморској висини од 103 м.